# Una jornada particular
Una jornada particular (títol original en italià: Una giornata particolare) és una pel·lícula italo-canadenca dirigida per Ettore Scola, estrenada el 1977 i doblada al català.

## Argument
En ple període feixista italià, assistim a la trobada de dos éssers que tot sembla separar. El país és en el seu 16è any de feixisme i viu un gir amb una fugida endavant: l'aliança amb Alemanya, lleis racials, declaració de guerra (referència històrica al 16 de maig de 1938). A Roma, el 6 maig de 1938, Hitler es troba amb Mussolini.
Tots els romans han deixat els seus habitatges per anar a la cerimònia. En un gran immoble, Antonietta, bona mare de família nombrosa (conforme a la doctrina mussoliniana: un marit d'allò més masclista i sis fills), és obligada de quedar-se a casa per ocupar-se de les tasques domèstiques mentre que realment hauria anat a veure el Duce com tothom. L'atzar la posarà en contacte amb un home sol que ha vist en un pis d'altra banda del pati. Es tracta de Gabriele, un intel·lectual homosexual que, per aquesta raó, ha estat exclòs de la ràdio nacional on era presentador i és amenaçat de deportació. Antonietta i Gabriele, sobre el fons de la retransmissió radiodifosa de l'exhibició militar que surt de casa de la conserge, s'enfrontaran en principi ideològicament abans de reconèixer-se en allò que els és comú i profunda solitud per finalment viure intenses emocions. Al final d'aquesta jornada particular, cadascú es trobarà de nou empresonat: la policia arresta Gabriele mentre que Antonietta, un cop ha tornat la família, se sotmetrà, com habitualment, al deure conjugal.

## Repartiment
- Sophia Loren: Antonietta
- Marcello Mastroianni: Gabriele
- John Vernon: Emanuele, el marit d'Antonietta
- Françoise Berd: la conserge
- Patrizia Basso: Romana
- Tiziano De Persio: Arnaldo
- Maurizio Di Paolantonio: Fabio
- Antonio Garibaldi: Littorio
- Vittorio Guerrieri: Umberto
- Alessandra Mussolini: Maria Luisa
- Nicole Magny: la filla de l'oficial

## Premis i nominacions[calcitació]

### Premis
- 1978. Globus d'Or a la millor pel·lícula estrangera
- 1978. César a la millor pel·lícula estrangera

### Nominacions
- 1977. Palma d'Or al Festival de Cannes
- 1978. Oscar a la millor pel·lícula de parla no anglesa
- 1978. Oscar al millor actor per Marcello Mastroianni
- 1978. Globus d'Or al millor actor dramàtic per Marcello Mastroianni

## Al voltant de la pel·lícula[calcitació]
Una jornada particular  és sobretot coneguda pel treball de composició dels seus dos intèrprets principals. Sophia Loren interpreta una dona envellida abans d'hora, esgotada per la feina domèstica, mentre que Marcello Mastroianni s'aparta de la seva imatge de galant per interpretar el paper d'un homosexual.
La decoració de la residència, prou exigua perquè cadascú, i sobretot la conserge, pugui vigilar el seu vis-a-vis des de les seves finestres, contribueix a reforçar el sentiment d'opressió totalitària sofert pels personatges. La pel·lícula es beneficia d'un color amputat al màxim, al límit del blanc i negre. L'espai, tancat, estableix les tres unitats del teatre clàssic.
Destacar la presència, als crèdits d'aquesta pel·lícula antifeixista, d'Alessandra Mussolini (futura política, llavors adolescent), neta de Benito Mussolini però igualment neboda de Sophia Loren.

## Frase famosa
- Gabriele: «No és el llogater del sisè qui és antifeixista. És el feixisme qui és l'anti-llogater del sisè.»[cal citació]